# Skellefteå AIK

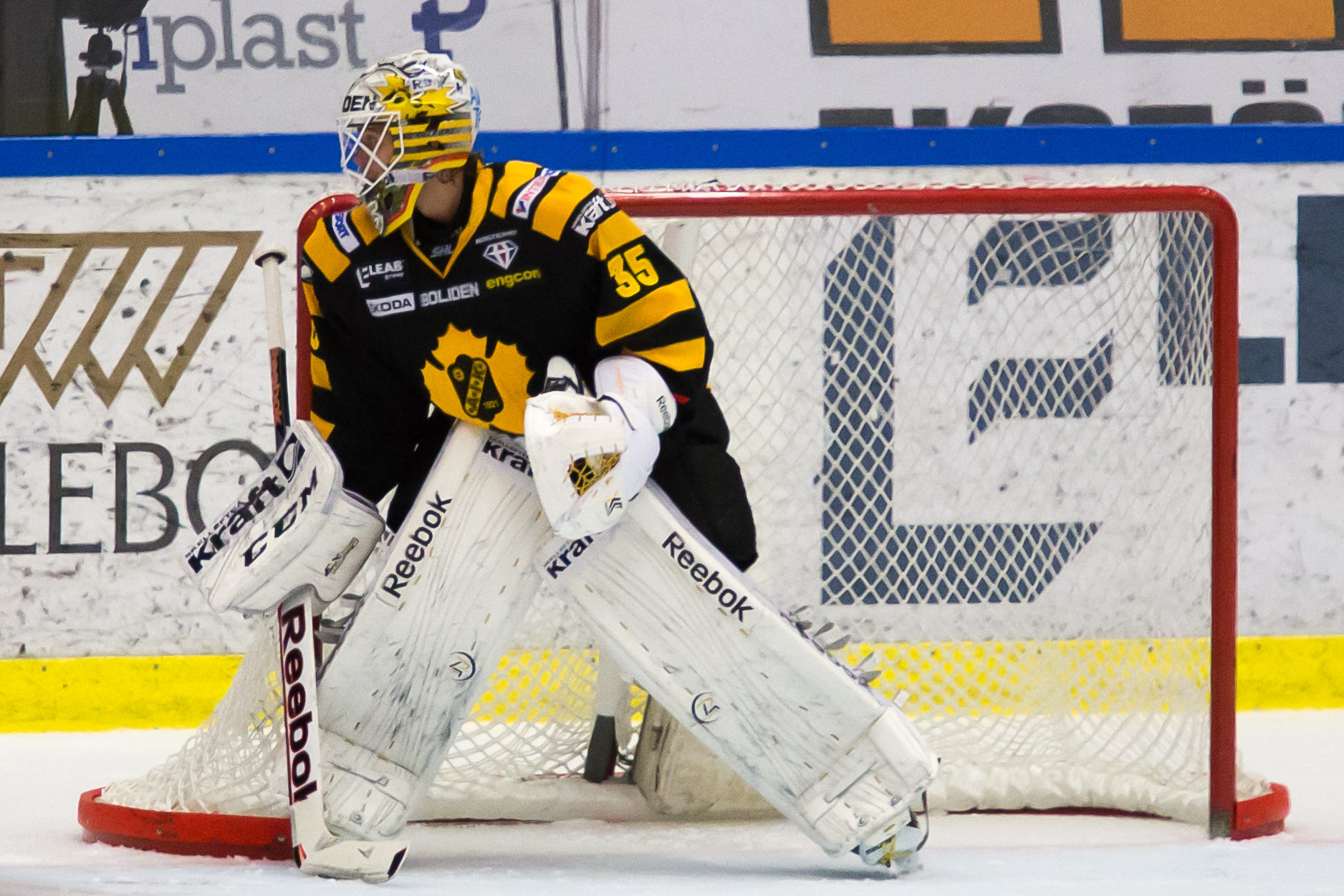
Markus Svensson i Skellefteå Kraft Arena.

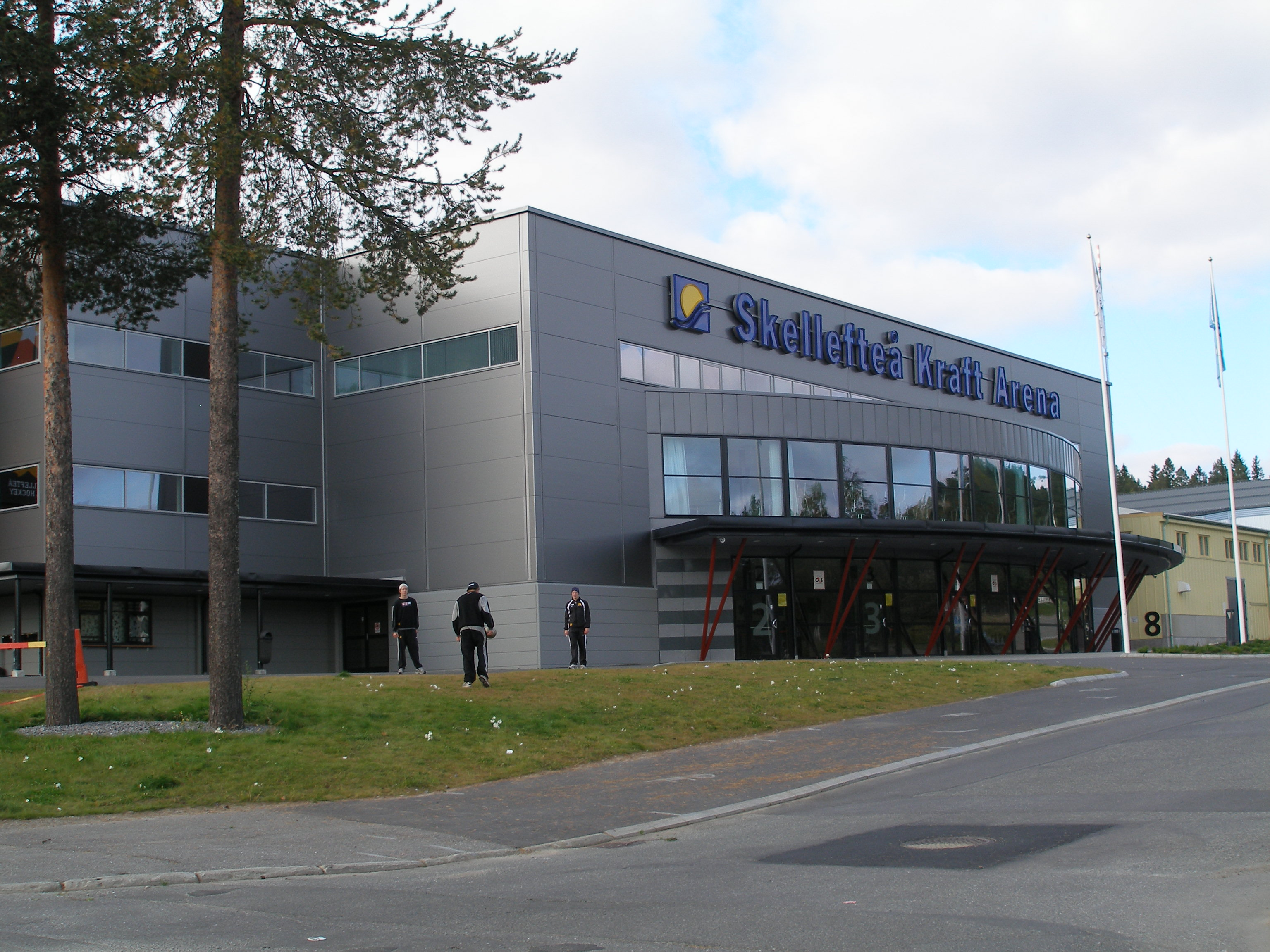
Skellefteå Kraft Arena är Skellefteå AIK:s hemmaarena. Byggnaden uppfördes 1966, men genomgick en omfattande ombyggnation 2007 sedan ishockeylaget våren 2006 kvalificerats till dåvarande Elitserien, nuvarande SHL, Svenska Hockeyligan.

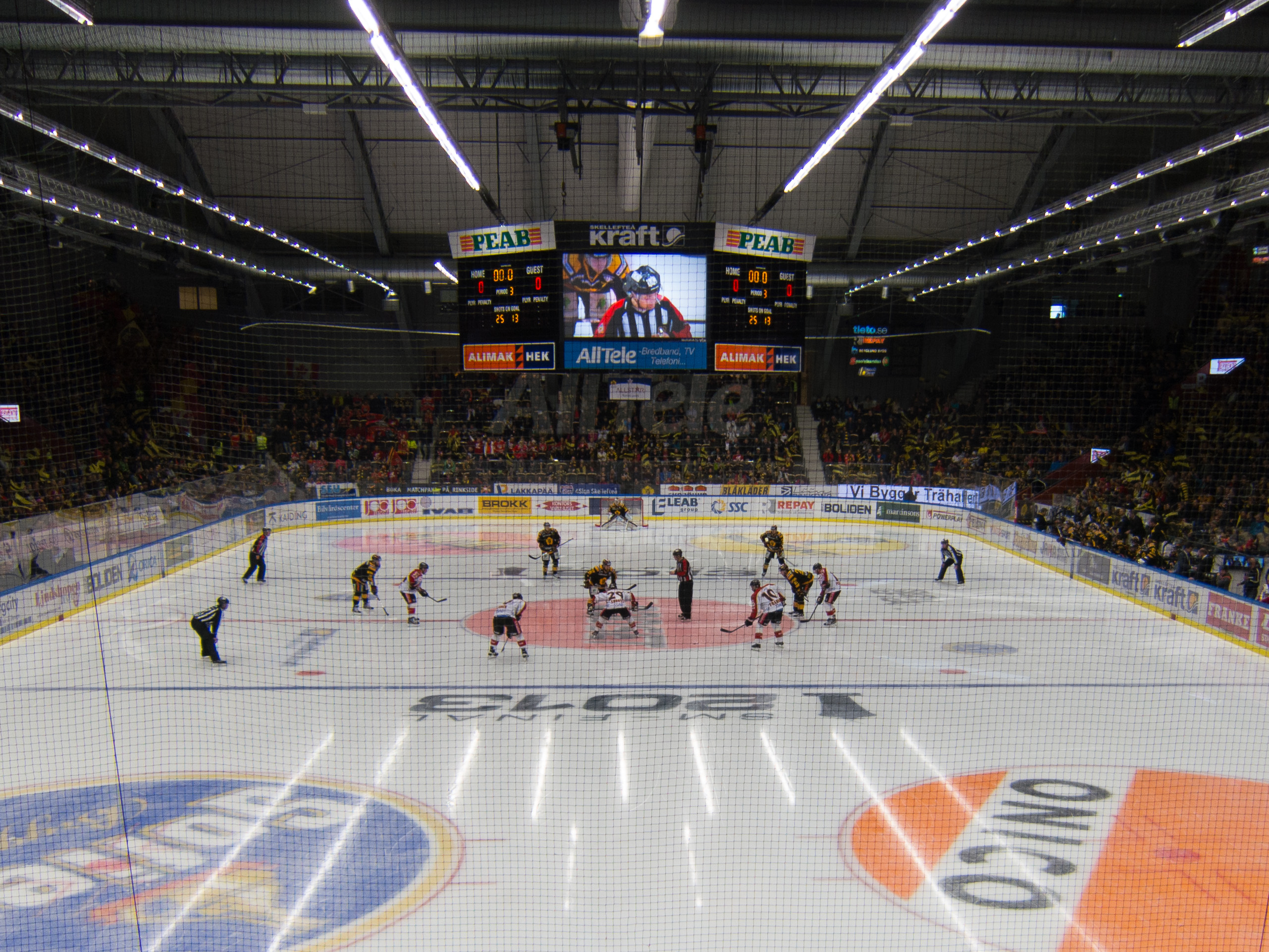
Match 1 mellan Skellefteå AIK och Luleå HF i SM-finalen 2013.

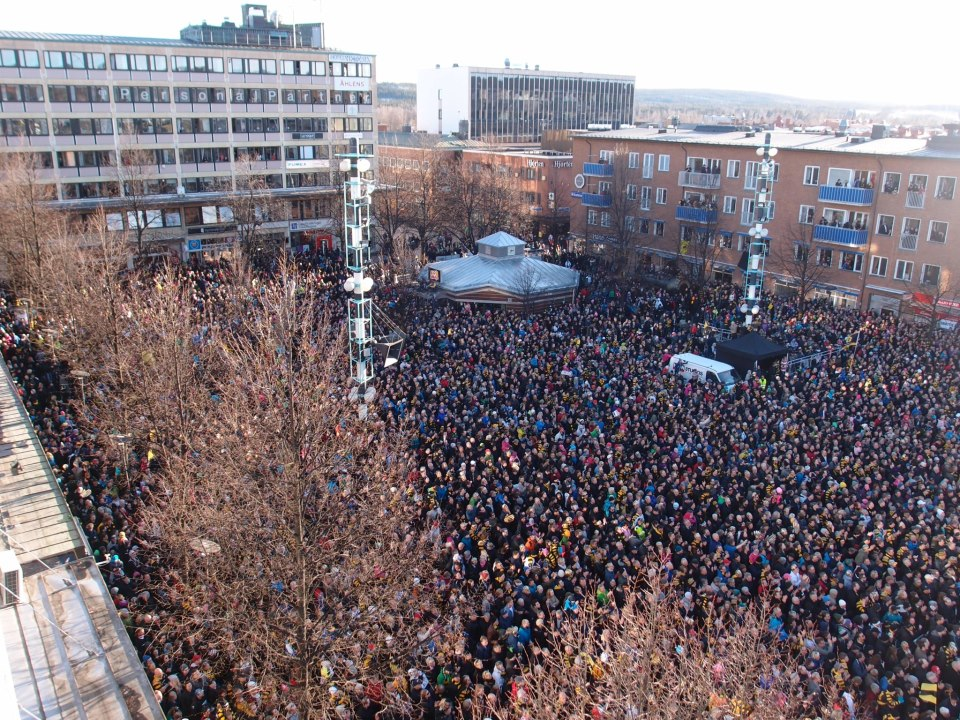
10 000 skelleftebor fyller Guldtorget när Skellefteå AIK har vunnit SM-guld 2013.

Skellefteå AIK, är en idrottsklubb från Skellefteå. Ishockey togs upp på programmet först 1943. 1985 blev ishockeyn fristående och klubben bytte namn till Skellefteå Hockey Club, men 1991 återtogs namnet Skellefteå AIK. Ishockeyklubben spelar i Svenska Hockeyligan (SHL, tidigare Elitserien). 
Skellefteå AIK har vunnit fyra SM-guld (1978, 2013, 2014 och 2024) och är stadens mest uppmärksammade och symboliska idrottsklubb. 1955 blev Skellefteå AIK det första norrländska laget i enlighet med Norrlandsfönstret att kvalificera sig för dåtidens högsta division, och hade en sejour i denna fram till 1967 med både tre grundseriesegrar och SM-silverplatser som främst. Mellan 1990 och 2006 befann sig klubben i andradivisionen (Division I/Allsvenskan), men efter återkomsten till den högsta ligan kom klubben till följd av en framgångsrik juniorverksamhet och lyckade värvningar att successivt bli dominant i svensk ishockey under en längre tid; klubben spelade i sex raka SM-finaler 2011–2016 (dock fyra förluster) vilket tangerade Färjestads svit i början av 2000-talet, och därtill vann Skellefteå AIK grundserien fyra raka säsonger (2012/2013–2015/2016) vilket ingen annan svensk ishockeyklubb lyckats med.
Skellefteå AIK:s ekonomi har de senaste decennierna utvecklats från att klubben 1997 klarat sig från konkurs med minsta möjliga tidsmarginal, till att inför säsongen 2016/2017 ha varit rankad som Sveriges rikaste ishockeyklubb sett till eget kapital och soliditet.

## Historia
Skellefteå AIK grundades den 1 juli 1921 på Café Norden i Skellefteå, av medlemmar i Skellefteå IF som ville starta upp en bandysektion i föreningen, men blivit nekade. De beslöt sig därför att bilda en ny förening, i första hand en IFK-förening. IFK:s paraplyorganisation ville dock ha betalt för att hjälpa till vid bildandet, så valet föll därför på att bilda en AIK-förening. Man gjorde en studieresa till AIK och tyckte om deras färger, så man tog dessa (svart och gult) till sitt eget lag 1952. 
Under de första årtiondena var rivaliteten mellan de två Skellefteåklubbarna AIK och IF stor. Befolkningen var delade i två läger, AIK:are och IF:are. Idag finns inte IF som ishockeyklubb längre men den gamla åtskillnaden gör att det är vanligt att bara benämna klubben som "AIK" i Skellefteå. Skellefteå AIK startade med ishockey 1943 men spelade under sin första säsong endast träningsmatcher. Säsongen 1943/1944 började laget spela i Skellefteserien, vilken dock aldrig färdigspelades på grund av otjänlig väderlek.
Skellefteå AIK kvalade som första klubb norr om Gästrikland och Dalarna in till högsta serien 1955 varvid det så kallade Norrlandsfönstret öppnades. Säsongen 1957/1958 vann laget den högsta seriens norrgrupp för att därefter komma tvåa i SM-serien, en poäng efter Djurgården. Detta upprepades säsongerna 1960/1961 och 1962/1963. Skellefteå AIK spelade sedan vidare i Division I Norra fram till 1967, och åkte därefter "jojo" mellan Division 2- och 1 Norra fram till 1974. I "övergångssäsongen" 1974/1975 slutade laget trea i grundserien och fyra i slutspelet, då den egna produkten Lars-Gunnar Lundberg fick sitt genombrott.
När den första upplagan av Elitserien drog igång säsongen 1975/1976 var Skellefteå AIK med. Klubben spelade i Elitserien i tio raka säsonger, där 1977/1978 blev mest framgångsrik genom att laget slutade tvåa i serien och skulle vinna sitt första SM-guld under Hardy Nilsson som sedan dess har blivit legendarisk. Hardy lämnade laget efter guldet 1978 och har därefter bland annat varit tränare för Djurgården och förbundskapten för Tre Kronor. Skellefteå vann grundserien 1980/1981, men blev sedan utslagna i semifinalen. Efter säsongen 1984/1985 fick laget tillfälligt lämna högsta serien, för spel i dåvarande Allsvenskan en säsong. 1985 blev ishockeysektionen självständig från övriga Skellefteå AIK och gick under några år under namnet Skellefteå HC.
Säsongen 1987/1988 kom laget elva i Elitserien och blev på nytt nedflyttade för spel i dåvarande Allsvenskan, där laget kom tvåa och fick spela ännu en allsvensk final mot ettan Västra Frölunda HC – som Skellefteå vann med 3–2 i matcher. Den avgörande matchen vanns i ett absolut fullsatt Scandinavium med 10–1. Säsongen 1989/1990 kom laget sist i serien, en degradering som bestod i 16 år. Dessa år spelade Skellefteå AIK först i den nordligaste division I-serien, efter jul ofta i hockeyallsvenskan, som utgjordes av de två bästa lagen från varje division I-serie..
Säsongerna 1990/1991–1998/1999 spelade Skellefteå i dåvarande Division I med efterföljande Allsvenskan, och gick till "Playoff" under sju av dessa nio säsonger (missade detta i säsongerna 1990/1991 och 1995/1996). Som högst gick Skellefteå vidare till Playoff 3, vilket blev två gånger – säsong 1993/1994 mot AIK och 1996/1997 mot Mora IK – dock utan vidare avancemang.
1997 var Skellefteå AIK starkt hotat av konkurs, och ett namnbyte var aktuellt där "Skellefteå Stingheads" låg som förslag. Konkursen kunde dock avstyras efter stora neddragningar och uppsägningar av personal, namnbytet kunde också avstyras, och det anrika klubbnamnet Skellefteå AIK fick fortsätta sin resa mot framtiden.
Den 5 april 2006 lyckades Skellefteå AIK med en andraplats i Kvalserien att avancera till Elitserien, och har därefter sedan säsongen 2006/2007 hållit sig kvar och dessutom successivt blivit dominanta i serien.
Hemmamatcherna spelades från säsongen 1952–1953 på Norrvalla IP, som i september 1959 fick konstfrusen isbana. När Skellefteå Isstadion, som invigdes 6 januari 1967, stod färdig flyttade man in där.

## Säsonger
I början spelade Skellefteå AIK i lokala norrländska serier som ännu inte anslutits till det nationella seriesystemet. Segrarna i respektive norrländsk serie möttes normalt till slutspel om norrländska mästerskapen. Skellefteå gick till final 1950, men den kunde aldrig spelas p.g.a. väderleken. Fram till 1951 spelades Svenska mästerskapen i en separat turnering. Skellefteå deltog i SM-turnering 1951 och tog sig till kvartsfinal. Skellefteå AIK fick en plats i Division II i det nationella seriesystemet 1954 och gick direkt upp i högstaligan och blev kvar där i tolv säsonger innan man i slutet av 60-talet började pendla mellan högsta och näst högsta serien varannan säsong.
| Säsong         | Division                  | Placering      | Kval                                        |
| Skellefteå AIK | Skellefteå AIK            | Skellefteå AIK | Skellefteå AIK                              |
| -------------- | ------------------------- | -------------- | ------------------------------------------- |
| 1948/1949      | Norra Västerbottensserien | 2              |                                             |
| 1949/1950      | Nedre norrländska         | 1              | NM: Besegrar Kiruna BK i semifinalen        |
| 1950/1951      | Norra norrländska         | 4              | SM: Utslagna i kvartsfinal av Södertälje SK |
| 1951/1952      | Norra norrländska         | 1              |                                             |
| 1952/1953      | Norra norrländska         | 1              |                                             |
| 1953/1954      | Norrlandsserien div II    | 1              |                                             |
| 1954/1955      | Division II Norra B       | 1              | Kval: Besegrar Mora, uppflyttade            |
| 1955/1956      | Division I Norra          | 3              |                                             |
| 1956/1957      | Division I Norra          | 3              |                                             |
| 1957/1958      | Division I Norra          | 1              | 2:a i mästerskapsserien, SM-silver          |
| 1958/1959      | Division I Norra          | 3              |                                             |
| 1959/1960      | Division I Norra          | 2              | 3:a i mästerskapsserien, SM-brons           |
| 1960/1961      | Division I Norra          | 1              | 2:a i mästerskapsserien, SM-silver          |
| 1961/1962      | Division I Norra          | 4              | 4:a i mästerskapsserien                     |
| 1962/1963      | Division I Norra          | 1              | 2:a i mästerskapsserien, SM-silver          |
| 1963/1964      | Division I Norra          | 3              | 8:a i mästerskapsserien                     |
| 1964/1965      | Division I Norra          | 3              | 6:a i mästerskapsserien                     |
| 1965/1966      | Division I Norra          | 5              |                                             |
| 1966/1967      | Division I Norra          | 7              | nerflyttade                                 |
| 1967/1968      | Division II Norra B       | 1              | 1:a i kvalserien, uppflyttade               |
| 1968/1969      | Division I Norra          | 7              | nerflyttade                                 |
| 1969/1970      | Division II Norra B       | 1              | 2:a i kvalserien, uppflyttade               |
| 1970/1971      | Division I Norra          | 7              | 4:a i kvalificeringsserien, nerflyttade     |
| 1971/1972      | Division II Norra B       | 1              | 1:a i kvalserien, uppflyttade               |
| 1972/1973      | Division I Norra          | 5              | 4:a i kvalificeringsserien, nerflyttade     |
| 1973/1974      | Division II Norra B       | 1              | 1:a i kvalserien, uppflyttade               |
| 1974/1975      | Division I                | 3              | SM: Besegrade av Leksand och Timrå          |

Anmärkningar
1. 1 2 3 4 5 6  De norrländska serierna ingick inte i det nationella seriesystemet vid denna tid.
2. ↑  Finalen inställd inställd p.g.a. vädret.

När Elitserien bildades 1975 kvalificerade sig Skellefteå AIK direkt till den nya högstaserien och spelade kvar där i 10 säsonger innan man flyttades ner till Division I. Laget studsade dock tillbaka redan efter en säsong, men föll ut igen 1990.
| Säsong         | Division         | Placering | SM/Vårserie               | SM-final/Playoff/Kval                                        |
| -------------- | ---------------- | --------- | ------------------------- | ------------------------------------------------------------ |
| 1975/1976      | Elitserien       | 4         | SM: Utslagna av Brynäs    | Bronsmatch: Förlorar mot Leksand                             |
| 1976/1977      | Elitserien       | 6         |                           |                                                              |
| 1977/1978      | Elitserien       | 2         | SM: Besegrar Modo         | SM-final: Besegrar AIK, SM-guld                              |
| 1978/1979      | Elitserien       | 6         |                           |                                                              |
| 1979/1980      | Elitserien       | 9         |                           | 1:a i kvalserien                                             |
| 1980/1981      | Elitserien       | 1         | SM: Utslagna av Färjestad |                                                              |
| 1981/1982      | Elitserien       | 5         |                           |                                                              |
| 1982/1983      | Elitserien       | 8         |                           |                                                              |
| 1983/1984      | Elitserien       | 6         |                           |                                                              |
| 1984/1985      | Elitserien       | 9         |                           | 4:a i kvalserien, nerflyttade                                |
| Skellefteå HC  |                  |           |                           |                                                              |
| 1985/1986      | Division I Norra | 1         | 1:a i Allsvenskan         | Allsvenska finalen: Besegrar Huddinge, uppflyttade           |
| 1986/1987      | Elitserien       | 9         |                           |                                                              |
| 1987/1988      | Elitserien       | 11        | 2:a i Allsvenskan         | Allsvenska finalen: Besegrar Västra Frölunda                 |
| 1988/1989      | Elitserien       | 10        |                           |                                                              |
| 1989/1990      | Elitserien       | 12        | 3:a i Allsvenskan         | Playoff: Utslagna av Vita Hästen, nerflyttade                |
| 1990/1991      | Division I Norra | 2         | 9:a i Allsvenskan         |                                                              |
| Skellefteå AIK |                  |           |                           |                                                              |
| 1991/1992      | Division I Norra | 3         | 2:a i fortsättningsserien | Utslagna av Örebro                                           |
| 1992/1993      | Division I Norra | 3         | 2:a i fortsättningsserien | Playoff: Besegrar Danderyd, utslagna av Örebro               |
| 1993/1994      | Division I Norra | 3         | 1:a i fortsättningsserien | Playoff: Besegrar Södertälje och Björklöven, utslagna av AIK |
| 1994/1995      | Division I Norra | 3         | 2:a i fortsättningsserien | Playoff: Besegrar Sunne, utslagna av Boden                   |
| 1995/1996      | Division I Norra | 6         | 4:a i fortsättningsserien |                                                              |
| 1996/1997      | Division I Norra | 2         | 3:a i Allsvenskan         | Playoff: Besegrar Team Kiruna, utslagna av Mora              |
| 1997/1998      | Division I Norra | 4         | 2:a i fortsättningsserien | Playoff: Besegrar Örebro, utslagna av Björklöven             |
| 1998/1999      | Division I Norra | 3         | 2:a i fortsättningsserien | Playoff: Besegrar Piteå, utslagna av Troja                   |

Anmärkningar
1. 1 2  De två lag i Elitserien som placerade sig sämst före jul spelade i Allsvenskan med de bästa Division I-lagen under våren 1988–1996.

När Allsvenskan bildades som ny andraserie 1999 kvalificerades sig Skellefteå AIK direkt och spelade kvar där till 2006 då man återigen tog en plats i högsta serien. 2010-talet blir föreningens storhetstid med fyra seriesegrar i följd, sju SM-finaler som resulterar i två SM-guld.
| Säsong    | Division          | Placering | SM/Vårserie                                   | SM-final/Kval                                             |
| --------- | ----------------- | --------- | --------------------------------------------- | --------------------------------------------------------- |
| 1999/2000 | Allsvenskan Norra | 6         | 2:a i vårserien                               | Playoff: Besegrar Rögle, utslagna av Björklöven           |
| 2000/2001 | Allsvenskan Norra | 3         | 5:a i Superallsvenskan                        | Playoff: Utslagna av Oskarshamn                           |
| 2001/2002 | Allsvenskan Norra | 3         | 6:a i Superallsvenskan                        | Playoff: Besegrar Mora, utslagna av Björklöven            |
| 2002/2003 | Allsvenskan Norra | 2         | 4:a i Superallsvenskan                        | Playoff: Besegrar Huddinge och Arboga 3:a i kvalserien    |
| 2003/2004 | Allsvenskan Norra | 1         | 3:a i Superallsvenskan                        | Playoff: Besegrar Piteå och Växjö Lakers 3:a i kvalserien |
| 2004/2005 | Allsvenskan Norra | 2         | 2:a i Superallsvenskan                        | 4:a kvalserien                                            |
| 2005/2006 | Hockeyallsvenskan | 2         |                                               | 2:a i kvalserien                                          |
| 2006/2007 | Elitserien        | 11        |                                               | 1:a i kvalserien                                          |
| 2007/2008 | Elitserien        | 8         | SM: Utslagna av HV71                          |                                                           |
| 2008/2009 | Elitserien        | 6         | SM: Besegrar Linköping, utslagna av Färjestad |                                                           |
| 2009/2010 | Elitserien        | 4         | SM: Besegrar Färjestad, utslagna av HV71      |                                                           |
| 2010/2011 | Elitserien        | 3         | SM: Besegrar Linköping och Luleå              | SM-final: Förlorar mot Färjestad, SM-silver               |
| 2011/2012 | Elitserien        | 2         | SM: Besegrar Modo och AIK                     | SM-final: Förlorar mot Brynäs, SM-silver                  |
| 2012/2013 | Elitserien        | 1         | SM: Besegrar Brynäs och Linköping             | SM-final: Besegrar Luleå, SM-guld                         |
| 2013/2014 | SHL               | 1         | SM: Besegrar HV71 och Linköping               | SM-final: Besegrar Färjestad, SM-guld                     |
| 2014/2015 | SHL               | 1         | SM: Besegrar Brynäs och Linköping             | SM-final: Förlorar mot Växjö Lakers, SM-silver            |
| 2015/2016 | SHL               | 1         | SM: Besegrar HV71 och Växjö Lakers            | SM-final: Förlorar mot Frölunda, SM-silver                |
| 2016/2017 | SHL               | 6         | SM: Utslagna av Frölunda                      |                                                           |
| 2017/2018 | SHL               | 5         | SM: Besegrar Färjestad och Djurgården         | SM-final: Förlorar mot Växjö Lakers, SM-silver            |
| 2018/2019 | SHL               | 5         | SM: Utslagna av Djurgården                    |                                                           |
| 2019/2020 | SHL               | 4         | SM inställt                                   |                                                           |
| 2020/2021 | SHL               | 4         | SM: Besegrar Luleå, utslagna av Rögle         |                                                           |
| 2021/2022 | SHL               | 3         | SM: Utslagna av Färjestad                     |                                                           |
| 2022/2023 | SHL               | 2         | SM: Besegrar Rögle och Örebro                 | SM-final: Förlorar mot Växjö Lakers, SM-silver            |
| 2023/2024 | SHL               | 3         | SM: Besegrar Linköping och Frölunda           | SM-final: Besegrar Rögle, SM-guld                         |
| 2024/2025 | SHL               | 5         | SM: Besegrar Färjestad, utslagna av Brynäs    |                                                           |

## Aktuell A-lagstrupp
Uppdaterad den 4 juli 2025.

| Nr | Nat        | Spelare            | Pos  | S/H | Ålder | Värvad    | Födelseort                           |
| -- | ---------- | ------------------ | ---- | --- | ----- | --------- | ------------------------------------ |
| 29 | Danmark    | Mikkel Aagaard     | W    | L   | 29    | 2025/2026 | Frederikshavn, Nordjylland, Danmark  |
| 4  | Sverige    | Rasmus Bergqvist   | B    | L   | 20    | 2024/2025 | Skellefteå, Västerbotten, Sverige    |
| 15 | Sverige    | Lars Bryggman      | W    | L   | 32    | 2025/2026 | Umeå, Västerbotten, Sverige          |
| 71 | Sverige    | Jonathan Davidsson | RW   | R   | 28    | 2024/2025 | Tyresö, Stockholms län, Sverige      |
| 57 | Sverige    | Emil Djuse         | B    | L   | 31    | 2025/2026 | Östersund, Jämtland, Sverige         |
| 6  | Sverige    | Måns Forsfjäll     | B    | L   | 22    | 2021/2022 | Skellefteå, Västerbotten, Sverige    |
| 33 | Sverige    | Zeb Forsfjäll      | C    | L   | 20    | 2023/2024 | Skellefteå, Västerbotten, Sverige    |
| 3  | Sverige    | Viktor Grahn       | B    | L   | 26    | 2025/2026 | Piteå, Norrbotten, Sverige           |
| 7  | Sverige    | Frans Haara        | B    | R   | 21    | 2023/2024 | Haparanda, Norrbotten, Sverige       |
| 96 | Sverige    | Rickard Hugg (A)   | C/LW | L   | 26    | 2019/2020 | Hudiksvall, Gävleborg, Sverige       |
| 25 | Sverige    | Pontus Johansson   | B    | L   | 23    | 2024/2025 | Stockholm, Stockholms län, Sverige   |
| 14 | Sverige    | Andreas Johnson    | W    | L   | 30    | 2023/2024 | Gävle, Gävleborg, Sverige            |
| 22 | Sverige    | Jonathan Johnson   | C    | L   | 32    | 2020/2021 | Gävle, Gävleborg, Sverige            |
|    | Norge      | Max Krogdahl       | B    | R   | 26    | 2025/2026 | Bærum, Akershus, Norge               |
| 31 | Finland    | Jani Lampinen      | M    | L   | 22    | 2025/2026 | Vanda, Nyland, Finland               |
| 91 | Sverige    | Victor Laz         | C/RW | L   | 29    | 2025/2026 | Ronneby, Blekinge, Sverige           |
| 24 | Sverige    | Oscar Lindberg     | C/LW | L   | 33    | 2023/2024 | Skellefteå, Västerbotten, Sverige    |
| 12 | Sverige    | Valter Lindberg    | W    | L   | 18    | 2024/2025 | Burträsk, Västerbotten, Sverige      |
| 17 | Sverige    | Pär Lindholm (A)   | C/LW | L   | 33    | 2022/2023 | Kusmark, Västerbotten, Sverige       |
| 30 | Sverige    | Gustaf Lindvall    | M    | L   | 34    | 2016/2017 | Skellefteå, Västerbotten, Sverige    |
| 52 | Sverige    | Arvid Lundberg     | B    | L   | 30    | 2022/2023 | Skellefteå, Västerbotten, Sverige    |
|    | Slovakien  | Oliver Okuliar     | LW   | L   | 25    | 2025/2026 | Trenčín, Trenčín-regionen, Slovakien |
| 64 | Sverige    | Jonathan Pudas (C) | B    | R   | 32    | 2021/2022 | Kiruna, Norrbotten, Sverige          |
| 9  | Sverige    | Victor Stjernborg  | C/LW | L   | 22    | 2025/2026 | Malmö, Skåne, Sverige                |
| 32 | Sverige    | Linus Söderström   | M    | L   | 28    | 2022/2023 | Stockholm, Stockholms län, Sverige   |
| 27 | Sverige    | Oskar Vuollet      | C/LW | L   | 19    | 2024/2025 | Skellefteå, Västerbotten, Sverige    |

### Tränare
- Daniel Hermansson, tränare
- Andreas Falk, assisterande tränare
- Pierre Johnsson, assisterande tränare
- Krister Holm, målvaktstränare
- Stefan Thomson, fystränare

### Övrig personal
- Mikael Lundström, materialförvaltare
- Torbjörn Lundqvist, materialförvaltare
- Karin Granberg, läkare
- Mattias Hallberg, naprapat
- Jörgen Lindbäck, kiropraktor

## Meriter
Division I, Sveriges högsta, före Säsongen 1975/76
- SM-Silver 1958, 1961 och 1963
- SM-Brons 1960, 1975

Elitserien 1975/76 och framåt
- SM-guld 1978, 2013, 2014, 2024
- SM-finaler 1978, 2011, 2012, 2013, 2014, 2015, 2016, 2018, 2023
- Seriesegrar 1981, 2013, 2014, 2015, 2016

Champions Hockey League
- Silver, 2024

### Individuella prestationer
Peter Forsberg Trophy
- Jimmie Ericsson: 2012/13
- Joakim Lindström: 2013/14

Guldhjälmen
- Bud Holloway: 2012/13
- Joakim Lindström: 2013/14
- Joakim Lindström: 2016/17
- Joakim Lindström: 2017/18

Guldpucken
- Hans Svedberg: 1957/58
- Anders "Acka" Andersson: 1960/61, 1961/62
- Jimmie Ericsson: 2012/13
- Joakim Lindström: 2013/14

Håkan Loob Trophy
- Martin Karlsson: 1977/78
- Mikko Lehtonen: 2010/11

Rinkens Riddare
- Anders Söderberg: 2006/07
- Oscar Möller: 2013/14, 2020/21

Salming Trophy
- David Rundblad: 2010/11
- Tim Heed: 2014/15
- Niclas Burström: 2015/16
- Jonathan Pudas: 2022/23
- Axel Sandin Pellikka: 2023/24

Honken Trophy
- Markus Svensson: 2015/16
- Linus Söderström: 2022/23

Stefan Liv Memorial Trophy
- Oscar Lindberg: 2012/13
- Joakim Lindström: 2013/14
- Linus Söderström: 2023/24

Skyttetrofén
- Martin Karlsson: 1977/78
- Joakim Lindström: 2010/11
- Bud Holloway: 2012/13
- Joakim Lindström: 2016/17

Årets junior i svensk ishockey
- Martin Karlsson, 1970/71
- Viktor Arvidsson: 2012/13
- Axel Holmström: 2014/15
- Axel Sandin Pellikka: 2024/25

Årets Coach
- Hans Wallson: 2013/14

## Övrigt

### Utländska spelare i Skellefteå AIK
- Hannu Palmu
- Pekka Rampa
- Ari Kankaanperä
- Kari Jalonen
- Kari Suoraniemi
- Pekka Järvelä
- Kari Yli-Mäenpää
- Marko Kivenmäki
- Riku Varjamo
- Patrik Westerback
- Ville Koivula
- Tomi Hirvonen
- Pekka Poikolainen
- Jarkko Glad
- Pasi Petriläinen
- Kari Haakana
- Markku Tähtinen
- Antti Virtanen
- Kimmo Koskenkorva
- Joni Ortio
- Tuomas Kiiskinen
- Janne Pesonen
- Frans Tuohimaa
- Jyri Marttinen
- Mikko Mäenpää
- Ville Koistinen
- Mikko Lehtonen
- Joel Mustonen
- Hannu Pikkarainen
- Jani Lampinen
- Randy Heath
- Serge Roy
- Chris Kontos
- Sean Gauthier
- Steve Potvin
- Drake Berehowsky
- Chad Hinz
- Duane Harmer
- Jason King
- Dave Stathos
- Lee Goren
- Kent McDonell
- Brad Moran
- Bud Holloway
- Adam Mascherin
- Mark Katic
- Kyle Cumiskey
- Andrew Calof
- Dylan Sikura
- Jayce Hawryluk
- Darren Nowick
- Guy Gosselin
- Dan Jablonic
- Strauss Mann
- Michael Kapla
- Rob Schremp
- Brett Harkins
- Jason McBain
- Mike Dunham
- Marc Busenburg
- Luke Witkowski
- Jeremiah McCarthy
- Niko Dimitrakos[12]
- Ryan Vesce
- Martin Maskarinec
- Petr Hrbek
- Daniel Branda
- Libor Prochazka
- Jan Novak
- Pavel Skrbek
- Petr Tenkrat
- Martin Sevc
- Tom Kühnhackl
- Stefan Loibl
- Igor Evdokimov
- Aleksandr Patchev
- Dmitri Tsvetkov
- Aleksandr Vinogradov
- Sergej Vologsjanin
- Oleg Yashin
- Kirill Kabanov
- Ivan Majesky
- Miroslav Kovacik
- Richard Lintner
- Andrej Nedorost
- Tomas Surovy
- Oliver Okuliar
- Anders Fredriksen
- Pål Johnsen
- Mathis Olimb
- Kenneth Pappalardo Gulbrandsen
- Michael Brandsegg-Nygård
- Max Krogdahl
- Daniel Welser
- Markus Schlacher
- Gaber Glavic
- Ivo Jan
- Igor Matusjkin
- Atvars Tribuncovs
- Mārtiņš Dzierkals
- Pierre-Édouard Bellemare
- Mantas Armalis
- Mikkel Aagaard

### Profiler som spelat i Skellefteå AIK

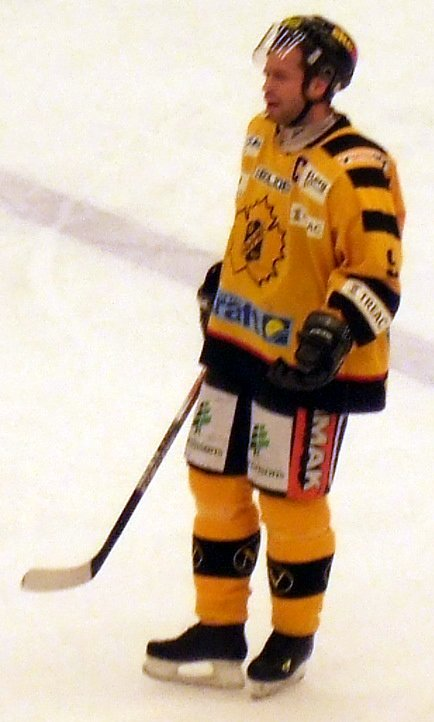
Magnus Wernblom i svart och gult 2007.

| - Mats Abrahamsson - Sebastian Aho - Johan Alm - Dick Andersson - Viktor Arvidsson - Johan Backlund - Pierre-Édouard Bellemare - Drake Berehowsky - Jonatan Berggren - Niklas Brännström - Dick Burlin - Niclas Burström - Mike Dunham - Jan Erixon - Tim Erixon | - Jimmie Ericsson - Andreas Falk - Lee Goren - Petter Granberg - Andreas Hadelöv - Jonathan Hedström - Bud Holloway - Kari Jalonen - Leif Johansson - Bert-Olav Karlsson - Melker Karlsson - Jason King - John Klingberg - Chris Kontos - Jonathan Pudas - Elias Salomonsson | - Oscar Möller - Adam Larsson - Oscar Lindberg - Mats Lindgren - Joakim Lindström - Sam Lindståhl - Richard Lintner - Lars-Gunnar Lundberg - Stefan Lundqvist - Martin Karlsson - Lars Marklund - Kent McDonell - Eilert "Garvis" Määttä - Hardy Nilsson - Kent Norberg | - Marcus Pettersson - Pontus Petterström - Libor Procházka - Johan Ramstedt - Mikael Renberg - David Rundblad - Axel Sandin Pellikka - Roland Stoltz - Jörgen Sundqvist - Anders Söderberg - Fredrik Warg - Magnus Wernblom - Thomas Åhlén - Johan Åkerman - Hardy Åström - Fredrik Öberg |

### "Wall of Fame"
| Nr | Spelare                | Position | Karriär              | Invald           |
| -- | ---------------------- | -------- | -------------------- | ---------------- |
| 10 | Acka Andersson         | Forward  | 1955-1966, 1968-1969 | 2 november 2013  |
| 6  | Göran Lindblom         | Back     | 1972-1988            | 2 november 2013  |
| 20 | Hardy Nilsson          | Forward  | 1965-1978            | 2 november 2013  |
| 1  | Klimpen Häggroth       | Målvakt  | 1961-1966            | 2 november 2013  |
| 2  | Hasse Svedberg         | Back     | 1955-1965            | 2 november 2013  |
| 3  | Göte Almqvist          | Back     | 1949-1960            | 2 november 2013  |
| 23 | Roland Stoltz          | Forward  | 1971-1981, 1982-1987 | 1 november 2014  |
| 9  | Garvis Määttä          | Forward  | 1949-1960            | 1 november 2014  |
| 20 | Jan "X:et" Erixon      | Forward  | 1979-1983, 1993-1994 | 31 oktober 2015  |
| 11 | Karl-Sören Hedlund     | Forward  | 1956-1960, 1961-1964 | 21 november 2016 |
| 13 | Per "Tjuven" Johansson | Forward  | 1970-1982            | 21 november 2016 |
| 18 | Pär Mikaelsson         | Forward  | 1988-2005            | 4 november 2017  |

### Tränare från 1975/76 och framåt
| År        | Tränare                                          |
| --------- | ------------------------------------------------ |
| 1975–1977 | Per Lundström                                    |
| 1977–1979 | Anders Rönnblom                                  |
| 1979–1983 | John Slettvoll                                   |
| 1983–1985 | Tommy Andersson                                  |
| 1985–1987 | Christer Abrahamsson                             |
| 1987–1988 | Thommie Bergman                                  |
| 1988–1990 | Roland "Rolle" Stoltz och Per "Tjuven" Johansson |
| 1990–1991 | Björn Ferber                                     |
| 1991–1993 | Anders Rönnblom                                  |
| 1993–1994 | Peo Larsson                                      |
| 1994–1995 | Rob Barnes och Lars Nyström                      |
| 1995–1998 | Roland "Rolle" Stoltz                            |
| 1998–1999 | Johan Schillgard och Christer Abrahamsson        |
| 1999–2000 | Christer Abrahamsson                             |
| 2000–2001 | Roland "Rolle" Stoltz                            |
| 2001–2003 | Pasi Mustonen                                    |
| 2003–2005 | Ulf Taavola                                      |
| 2005–2006 | Tommy Samuelsson                                 |
| 2006–2008 | Per-Erik "Perra" Johnsson                        |
| 2008–2010 | Hans Särkijärvi                                  |
| 2010–2013 | Anders Forsberg                                  |
| 2013–2016 | Hans Wallson                                     |
| 2016–2017 | Fredrik Öberg                                    |
| 2017–2018 | Bert Robertsson och Stefan Klockare              |
| 2018–2020 | Tommy Samuelsson                                 |
| 2020–2021 | Andreas Falk                                     |
| 2021–2024 | Robert Ohlsson                                   |
| 2024–2025 | Andreas Falk och Pierre Johnsson                 |
| 2025–     | Daniel Hermansson                                |

### Möten mellan Skellefteå AIK och IF Björklöven i Elitserien
Sedan starten av elitserien säsongen 1975/76, har Skellefteå AIK och IF Björklöven mötts 40 gånger, fördelat på 11 säsonger, senaste lagen möttes i Elitseriesammanhang var säsongen 1988/89.	
|    | Maratontabell mellan Skellefteå AIK - IF Björklöven (Endast elitserien) | SM | V  | O | F  | ÖTV | ÖTF | GM  | IM  | MS  | P  |
| -- | ----------------------------------------------------------------------- | -- | -- | - | -- | --- | --- | --- | --- | --- | -- |
| 1. | IF Björklöven                                                           | 40 | 18 | 8 | 14 | 0   | 0   | 148 | 136 | +12 | 44 |
| 2. | Skellefteå AIK                                                          | 40 | 14 | 8 | 18 | 0   | 0   | 136 | 148 | -12 | 36 |

De fyra målrikaste matcherna lagen emellan
- 1977-02-10, säsongen 1976/1977, Skellefteå AIK - IF Björklöven 	12 - 1, (4-1, 6-0, 2-0) 13 mål
- 1978-10-19, säsongen 1978/1979, Skellefteå AIK - IF Björklöven 	8 - 5, (4-0, 3-3, 1-2)	13 mål
- 1980-11-06, säsongen 1980/1981, Skellefteå AIK - IF Björklöven 	8 - 5, (3-2, 3-2, 2-1) 13 mål
- 1987-02-22, säsongen 1986/1987, IF Björklöven - Skellefteå AIK	8 - 3, (2-1, 1-0, 5-2) 11 mål

Största publiksiffror med Skellefteå AIK som hemmalag mot IF Björklöven 
- 1980-11-06, säsongen 1980/1981, Skellefteå AIK - IF Björklöven	8- 5, (3-2, 3-2, 2-1) Publik 7 061
- 1981-10-22, säsongen 1981/1982, Skellefteå AIK - IF Björklöven	1- 3, (0-1, 0-1, 1-1) Publik 7 057

Största publiksiffror med Skellefteå AIK som bortalag mot IF Björklöven 
- 1979-11-15, säsongen 1979/1980, IF Björklöven - Skellefteå AIK	6- 4, (4-2, 0-0, 2-2) Publik 5 388
- 1980-10-30, säsongen 1980/1981, IF Björklöven - Skellefteå AIK	4- 6, (0-3, 1-1, 3-2) Publik 5 271

### Lokalrivalitet
Sedan lång tid har det varit stor rivalitet mellan Skellefteå AIK och IF Björklöven från Umeå. Matcherna lagen emellan anses av ishockey-experter vara ett av Sveriges hetaste derbyn. Då lagen för närvarande inte spelar i samma serie, är det istället Luleå HF som står för motståndet. Den mesta rivaliteten kommer från Luleås sida efter Mikael Renbergs uppmärksammade övergång till Skellefteå.

### Fotnoter
1. ↑  Årsredovisning och koncernredovisning 2014/2015, Skellefteå AIK Hockey.
2. ↑  ”Hockeylaget det mest positiva enligt ungdomar”. Arkiverad från originalet den 20 april 2014. https://web.archive.org/web/20140420060637/http://norran.se/2012/06/skelleftea/bara-halften-av-ungdomarna-ser-sin-framtid-i-skelleftea/.
3. ↑  "AIK är rikast i landet – har passerat Färjestad" Arkiverad 20 november 2016 hämtat från the Wayback Machine., Norran 2016-09-01.
4. ↑  Ivar Söderlind (4 juli 2008). ”Friidrott”. Västerbottens Friidrottsförbund. http://www.vfif.se/dokument/2009/0530-85-99.pdf. Läst 14 februari 2021.
5. ↑  "Krobbe Lundberg – Elitsereíens egen Mozart", Aftonbladet, läst 6 december 2022.
6. ↑  "Skellefteå AIK – saker man glömmer bort", Norra Västerbotten 15 oktober 2007.
7. ↑  "Skellefteå AIK – från konkurshot till ihållande guldjubel", Sveriges Radio 21 april 2014.
8. ↑  Robert Tedestedt (9 oktober 2008). ”Isbanan flyttas från Norrvalla” (på svenska). SVT V'sterbotten. https://www.svt.se/nyheter/lokalt/vasterbotten/isbanan-flyttas-fran-norrvalla. Läst 10 februari 2021.
9. ↑  Robert Tedestedt (6 januari 2017). ”Skellefteå Isstadion fyller 50 år” (på svenska). SVT Västerbotten. https://www.svt.se/nyheter/lokalt/vasterbotten/fem-miljoner-besok-i-skellefteas-arena. Läst 10 februari 2021.
10. ↑  Berglund, Helge, red (1972). Pucken: en bok om svensk ishockey. Stockholm: Strömbergs idrottsböcker. sid. 277–280. Libris 7745572. ISBN 91-85110-94-9
11. 1 2 3  ”Skellefteå AIK”. Elite Prospects. https://www.eliteprospects.com/team/22/skelleftea-aik?team-history=complete#team-history. Läst 12 mars 2022.
12. ↑  - Eliteprospects
13. ↑  ”Hermansson tar över Skellefteå”. Aftonbladet. 17 april 2025. https://www.aftonbladet.se/sportbladet/hockey/a/JbyKlP/daniel-hermansson-ny-tranare-for-skelleftea-aik. Läst 18 april 2025.